# Victor de Meyere
Victor Carolus de Meyere (Boom, 13 april 1873 – Antwerpen, 27 december 1938) was een Belgisch dichter, schrijver, folklorist en etnoloog. 

## Levensloop
De Meyere volgde een opleiding aan het Koninklijk Atheneum in Antwerpen, waar hij kennis maakte met Pol de Mont, die als leraar aan het atheneum was verbonden. Op 19-jarige leeftijd is hij actief als medewerker van het kort daarvoor opgerichte tijdschrift Van Nu en Straks. Hij maakt in die tijd kennis met Karel van de Woestijne, die enkele jaren jonger was en via De Meyere betrokken raakte bij Van Nu en Straks.
De Meyere was verder medeoprichter van De Arbeid, die tussen 1901 en 1903 verscheen, van de Nieuwe Arbeid (verschenen in 1903 en 1904) en De Tijd (1913-1914).
Zijn eerste dichtbundel verscheen in 1894 onder de titel Verzen. In de daaropvolgende jaren publiceerde hij zowel romans als verhalen- en dichtbundels. Ook verschenen vanaf de eeuwwisseling veel gedichten van zijn hand in tijdschriften, om later te worden gebundeld en uitgegeven onder de titels De avondgaarde (1904) en Het dorp (1905). Delen van zijn werk werden vertaald naar onder meer het Duits, Frans, Engels, Zweeds en Esperanto.
Naar aanleiding van negatieve commentaren op zijn werk besloot De Meyere zich terug te trekken uit de groep rond Van Nu en Straks en geen poëzie meer te schrijven. In 1907 aanvaardde hij een functie als adjunct-secretaris van het kort daarvoor opgerichte Antwerps Museum voor Folklore. Dit betekende het begin van een zeer vruchtbare carrière als folklorist. Hij werd niet slechts conservator van het Museum voor Folklore maar ook de officiële folklorist van Antwerpen. Van 1920 tot aan zijn dood was hij hoofdredacteur van Volkskunde, Tijdschrift voor Nederlandsche Folklore, dat reed in 1888 door zijn voormalige leraar Pol de Mont was opgericht. Van zijn hand verschenen in die jaren talrijke folkloristische publicaties, waaronder ook verzamelingen Vlaamse volksverhalen en sprookjes zoals De Vlaamsche Vertelselschat (1925-1933). Hij publiceerde nog een aantal literaire verhalen en romans, waaronder Nonkel Daan (1922) en De Beemdvliegen (1930), maar ook die kennen duidelijke etnologische elementen.

## Werk (selectie)
- Verzen (1894)
- Langs den stroom (1903)
- De avondgaarde (1904)
- Uit mijn land (1904)
- Un romancier flamand: Cyriel Buysse (1904)
- Het dorp (1905)
- De rode schavak (1909)
- Het boek der rabauwen en naaktridders (1914)
- De gekke hoeve (1919)
- De razernij (1922)
- Nonkel Daan (1922)
- De Vlaamsche vertelschat (1925-1927)
- De beemdvliegen (1930)
- De Vlaamse volkskunst (1935)